# Hagiografia

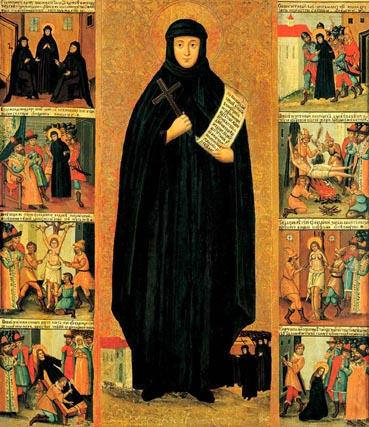
Escenes de vida d'una santa

L'hagiografia o hagiologia és la disciplina que estudia els sants, els seus atributs i representacions, sigui des d'un punt de vista teològic o no. Pot ocupar-se també de personalitats considerades exemplars encara que no hagin estat oficialment canonitzades. També estudia el culte als sants i la seva influència en les arts, els santuaris i relíquies associades i la relació conceptual entre les ànimes dels sants i la doctrina catòlica.
La literatura hagiogràfica està composta per narracions de caràcter religiós escrites en vers o en prosa, sol incloure descripcions de les vides dels sants, en un gènere literari conreat sobretot a l'edat mitjana, on es narraven les gestes i miracles dels sants per donar exemple moral als creients, en una línia similar als herois clàssics. La seva finalitat era la captació de feligresos i anava principalment dirigida a la burgesia i la població analfabeta i sovint servien com a referència per a defensar l'autenticitat de les escriptures. Les composicions hagiogràfiques es diferencien segons l'objectiu final de l'autor, l'ús que vulgui fer-ne de la narració o destinatari a qui vagi dirigit. Formen part d'aquests gènere les llistes de màrtirs, litúrgies, elogis, grans obres científiques i traduccions d'antics filòsofs morals.
Altres confessions poden tenir narracions similars però no formen part de la disciplina perquè l'única religió que oficialment té sants és el catolicisme.

## Edat mitjana

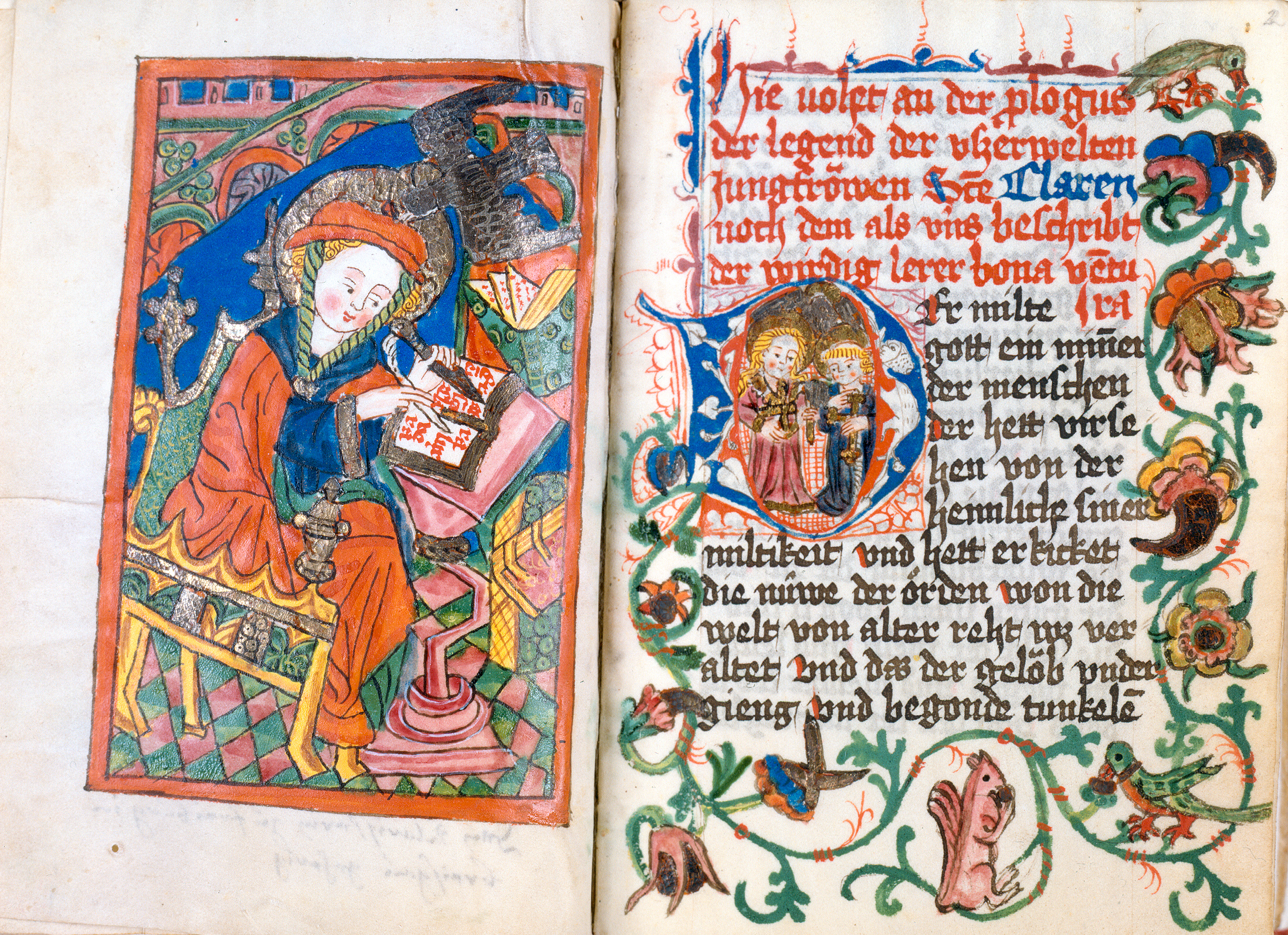
Manuscrit sobre Santa Clara, probablement escrit per Magdalena Steimerin

Les obres i autors més coneguts dins l'alta edat mitjana són Gregori de Tours, amb les seves col·leccions anomenades "In Gloria Martyum" i "In Gloria Confessorum", els diàlegs de Gregori I, el Gran amb "De Vita el Miraculis Patrum Italicorum" i els tres llibres d'Elogio de Toledo amb "Memorialis Sanctorum".
A la baixa edat mitjana, Caesarius of Heisterbach (1180-1240) va escriure una recopilació de textos hagiogràfics anomenat Dialogus miraculorum, col·lecció que explica, a través del diàleg entre un monjo i un novici, 746 històries de miracles que sovint es feien servir per a extreure material pels sermons. El "Sanctoral" de Bernard Guy, bisbe de Codève, "Le Légendier" del dominicà Pierre Calo, el "Sanctilogium Angliae" de John de Tynemouth, sor Isabel de Villena amb la seva obra "Viti Christi" i Joan Roís de Corella.